# Luciano Spalletti
Luciano Spalletti (* 7. März 1959 in Certaldo) ist ein ehemaliger italienischer Fußballspieler und heutiger -trainer. Bis Juni 2025 war er Cheftrainer der italienischen Fußballnationalmannschaft.

## Trainerkarriere
Spalletti begann seine Trainerkarriere beim FC Empoli in der Serie C1. Nach einer kurzen Interimszeit 1994 wurde er zur Saison 1995/96 Cheftrainer und führte den Klub innerhalb von zwei Jahren in die Serie A, die Empoli in der Saison 1997/98 als Zwölfter abschloss. Im Sommer 1998 wechselte Spalletti zu Sampdoria Genua. Dort wurde er in der Saison 1998/99 nach 13 Spieltagen entlassen und zum 20. Spieltag wieder eingestellt. Samp schloss die Saison als 16. auf einem direkten Abstiegsplatz ab. Spalletti wechselte daraufhin im Sommer 1999 zur AC Venedig und wurde dort 1999/2000 zweimal innerhalb einer Saison entlassen. Venezia stieg ebenfalls als Tabellen-16. ab. Nach dem gescheiterten Engagement in Venedig heuerte Spalletti zum 24. Spieltag der Saison 2000/01 bei Udinese Calcio in der Serie A an, wo er die Nachfolge von Luigi De Canio antrat. Nach Rang zwölf in der Abschlusstabelle endete sein Engagement im Sommer 2001.
Zum 19. Spieltag der Saison 2001/02 übernahm Spalletti das Cheftraineramt bei Ancona Calcio in der Serie B. Zur Saison 2002/03 wurde er erneut Trainer bei Udinese Calcio und führte den Verein 2004/05 mit Tabellenplatz vier in die Champions-League-Qualifikation. Das war bis zu diesem Zeitpunkt seine erfolgreichste Trainerzeit. Im Sommer 2005 unterschrieb er bei der AS Rom einen Zweijahresvertrag und trat die Nachfolge von Interimstrainer Bruno Conti an. Mit der Roma legte Spalletti eine Serie mit elf Spielen ohne Niederlage hin (gerade im Derby della Capitale gegen Lazio) und belegte ursprünglich nur den fünften Platz. Aufgrund des Fußball-Skandals und der Punkteabzüge für einige Vereine wurde die AS Rom aber auf Platz zwei vorgereiht, wodurch er mit seiner Mannschaft in der Champions League vertreten war und dort bis ins Viertelfinale kam, wo man im Gesamtergebnis mit 3:8 Manchester United unterlag.
In der Saison 2006/07 wurde Spalletti mit der AS Rom wieder Vizemeister und gewann seinen ersten Titel, die Coppa Italia im Finale gegen Meister Inter Mailand.
Die Saison 2007/08 begann mit dem Erfolg in der Supercoppa italiana gegen Meister Inter. In der Champions League schaffte man es erneut bis ins Viertelfinale, wo wieder gegen Manchester United Endstation war. In der Meisterschaft wurde Spalletti abermals Vizemeister (drei Punkte hinter Inter Mailand), dafür wiederholte seine Mannschaft den Triumph in der Coppa Italia gegen Inter Mailand.
Bei der AS Rom wurde Spalletti zweimal zu Italiens Trainer des Jahres gewählt. Am 1. September 2009 trat Luciano Spalletti allerdings als Trainer der Römer zurück, nachdem die Roma die beiden Auftaktpartien der Saison 2009/10 verloren hatte. Sein Nachfolger wurde Claudio Ranieri.
Im Dezember 2009 unterschrieb Spalletti einen Dreijahresvertrag bei Zenit St. Petersburg. Bereits im Mai 2010 gewann er mit seiner Mannschaft den nationalen Pokal und im November außerdem die Meisterschaft. Am 11. März 2014 wurde er wegen Erfolglosigkeit entlassen und interimsweise durch seinen bisherigen Assistenten Sergei Bogdanowitsch Semak ersetzt. Sein Nachfolger wurde André Villas-Boas.
Am 14. Januar 2016 kehrte Spalletti zur AS Rom zurück. Nach der schlecht verlaufenen Hinrunde führte Spalletti die Roma noch auf Rang drei und damit in die Qualifikation zur Champions League, in der die Mannschaft jedoch am FC Porto scheiterte. In der Spielzeit 2016/17 erreichte die Mannschaft die Vize-Meisterschaft und damit die Gruppenphase der Champions League. Spalletti verlängerte seinen auslaufenden Vertrag nicht und verließ die AS Rom damit zum Saisonende.
Zur Saison 2017/18 wurde er Trainer bei Inter Mailand.
Die Saison 2018/19 verlief für Spalletti und Inter nur bescheiden. Nach dem Ausscheiden aus der UEFA Champions League in der Gruppenphase und der daraus resultierenden Qualifikation für die Europa League besiegten sie zwar den SK Rapid Wien mit 0:1 und 4:0, schieden aber im Achtelfinale gegen Eintracht Frankfurt farblos mit 0:0 und 0:1 aus dem Wettbewerb aus. Trotz des Erreichens des vierten Tabellenplatzes und somit der Qualifikation zur Champions League trennte sich Inter Mailand mit Ende der Saison von Spalletti, obwohl sein Vertrag bis 2021 lief.
Nach zwei Jahren ohne Trainertätigkeit übernahm Spalletti zur Saison 2021/22 den Trainerposten der SSC Neapel als Nachfolger von Gennaro Gattuso. Am Saisonende qualifizierte sich der Verein als Tabellendritter für die Champions League. In der Spielzeit 2022/23 führte er den Klub zu seinem dritten Meistertitel. Darüber hinaus erreichte Napoli in jener Saison erstmals in der Vereinsgeschichte das Viertelfinale der Champions League.
Von September 2023 bis Juni 2025 war Luciano Spalletti Cheftrainer der italienischen Fußballnationalmannschaft.

### Erfolge als Trainer
AS Rom
- Italienischer Pokal: 2006/07, 2007/08
- Italienischer Supercup: 2007

Zenit St. Petersburg
- Russische Meisterschaft: 2010, 2011/12
- Russischer Pokal: 2009/10
- Russischer Supercup: 2011

SSC Neapel
- Italienische Meisterschaft: 2022/23

Individuelle Auszeichnungen
- Trainer des Monats der Serie A: (4) September 2021, Februar 2022, Oktober 2022 und Januar 2023
- Italiens Fußballtrainer des Jahres: (3) 2006, 2007, 2023
- Trainer der Saison der Serie A: 2022/23
- Premio Bulgarelli Number 8 – Bester Trainer der Serie A: 2022/23